# George Tryon
Pour les articles homonymes, voir Tryon.
George Tryon (4 janvier 1832 – 22 juin 1893) est un amiral britannique qui est mort dans le naufrage de son vaisseau amiral, le HMS Victoria, éperonné par le HMS Camperdown lors d'une évolution qu'il avait ordonnée durant les manœuvres de son escadre au large de Tripoli (à l'époque en terre ottomane, aujourd'hui au Liban).
La notoriété de cet amiral, outre les circonstances de son décès, tient à la place qu'il a prise dans les controverses doctrinales entourant le passage de la marine à voile à la marine à vapeur, en particulier dans le domaine de la conduite des escadres en temps de guerre.

## Début de carrière
George Tryon est né à Bulwick Park, Northamptonshire, Angleterre, troisième des quatre fils de Thomas Tryon et Anne Trollope, son épouse. Si ses trois frères embrassèrent la carrière des armes dans l'armée britannique, George choisit la marine, devenant cadet de marine en 1848 . Il est décrit comme étant un « grand type dégingandé de près de deux mètres, plein d'esprit et enclin à la plaisanterie ».

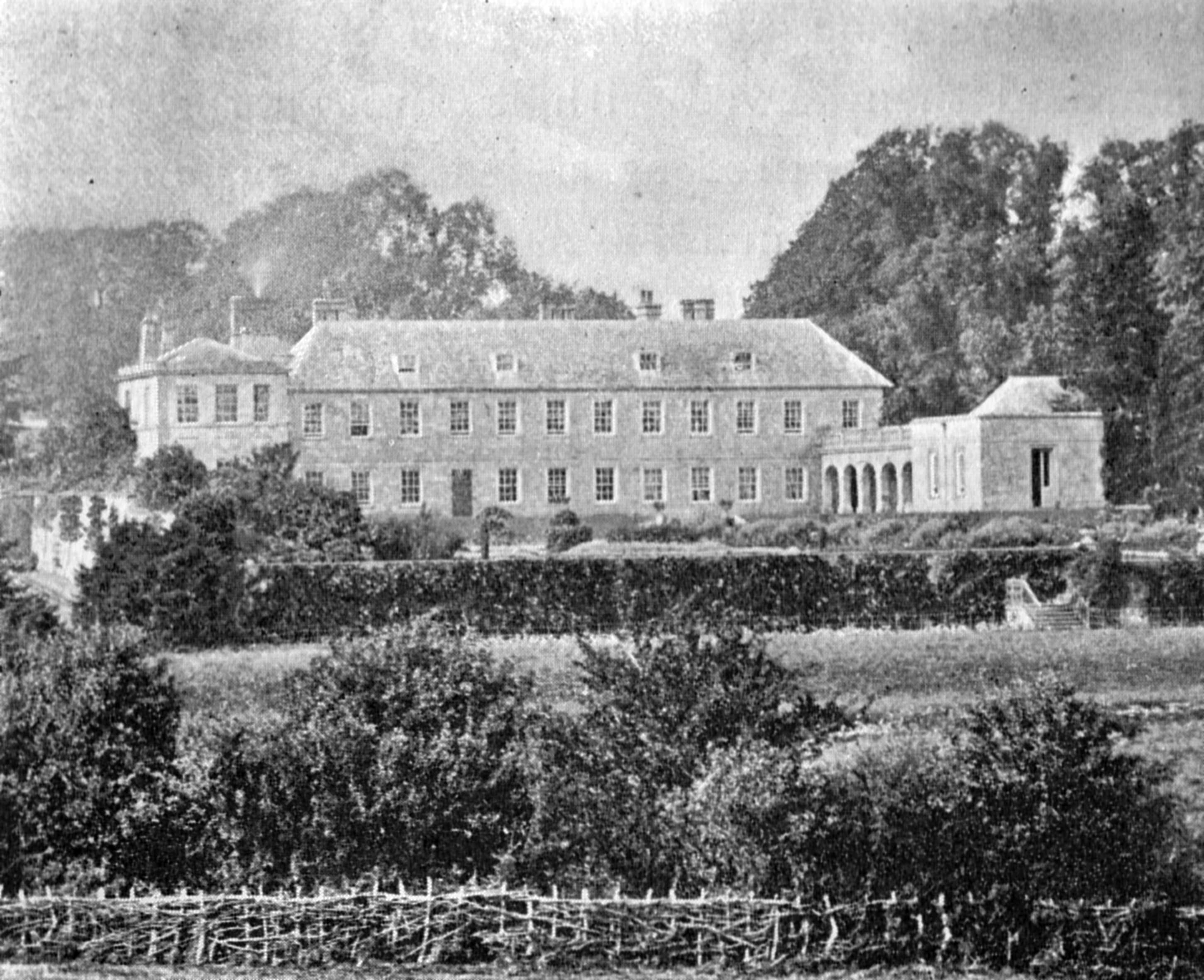
Bulwick Park, demeure de la famille Tryon.

Il embarque au printemps 1848 sur un vaisseau de troisième rang, HMS Wellesley. Celui-ci doit gagner la station nord-américaine. L'apprentissage, à cette époque, se fait sur le tas et les premières des connaissances que doit acquérir un enseigne (midshipman) sont toujours celles ayant trait à la manœuvre de ces grands voiliers, bien que la marine soit en train de passer de la voile à la vapeur.
Un midshipman ne fait pas officiellement partie d'un équipage mais y est rattaché en tant que surnuméraire. Il risque donc d'être affecté sur un autre bâtiment manquant de personnel. Cela manque d'arriver à Tryon, affectation sur le navire stationnaire de Port Royal, HMS Imaum, un ponton. Une telle affectation risquant de ralentir sa carrière, il saura l'éviter et reste sur le Wellesley. Il pourra ainsi visiter Halifax où l’emmènera son navire et le navire à aubes lui servant de remorqueur occasionnel,.
À l'été 1850, il peut visiter cette partie des États-Unis, Boston, New York, Washington, où il pourra découvrir la Chambre des Représentants, faisant connaissance de parlementaires importants et assistant aux débats sur l'accueil de la Californie comme nouvel état de l'Union non esclavagiste.

## Flotte de la Méditerranée

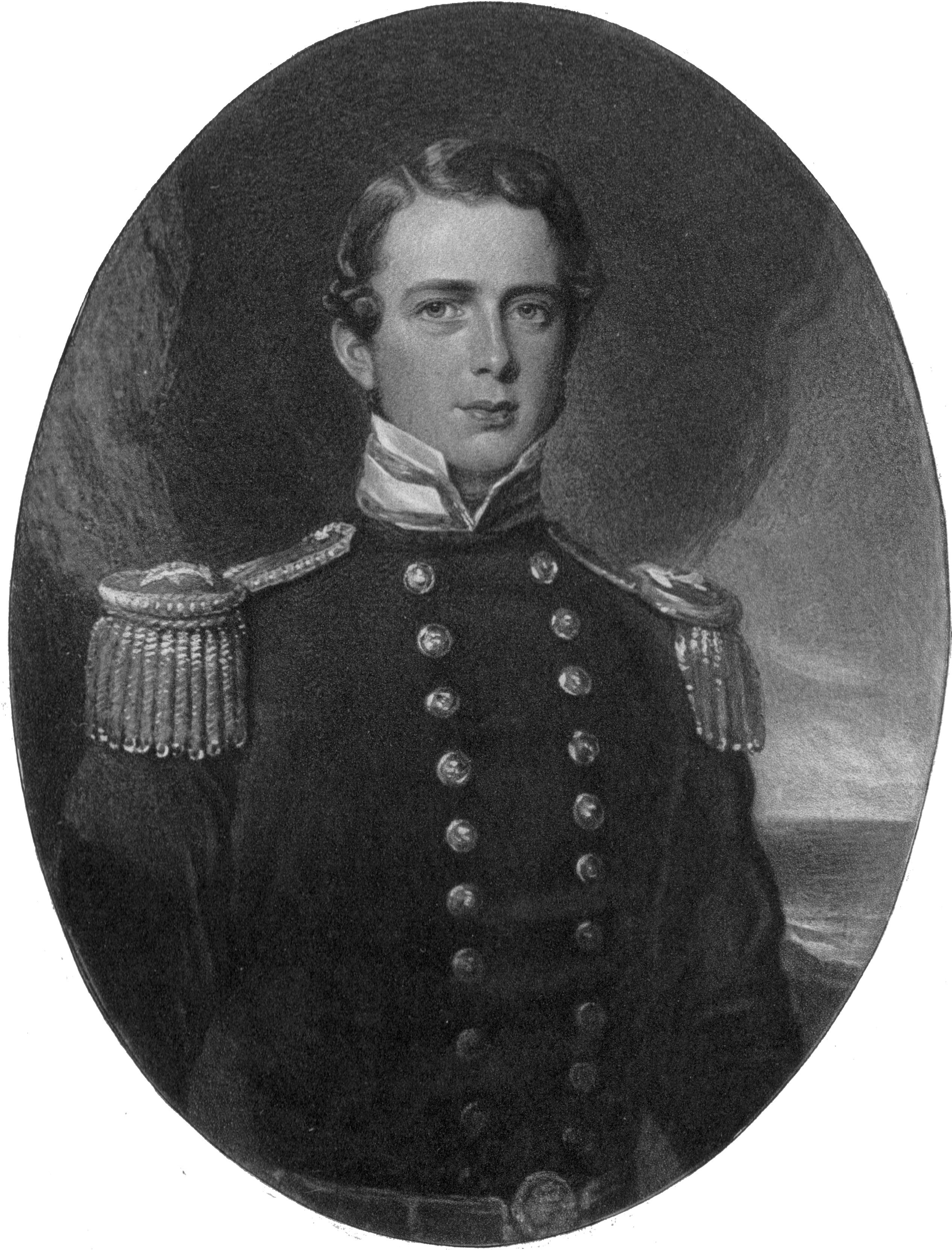
Tryon en 1857, d'après une miniature de Easton

HMS Wellesley retrouve un mouillage à Chatham en juin 1851. Au retour d'une permission, George Tryon est affecté au HMS Vengeance ; lequel fait voile, en août de cette année, vers la Méditerranée. L'amiral William Robert Mends dit, plus tard, au sujet de Tryon : « Il a servi sous mes ordres quand je commandais la Vengeance, en tant que midshipman pendant deux ans et c'est le meilleur jeune officier que j'aie connu ; toujours plein de zèle et d'énergie. Comme midshipman chef de canot ou signaleur, il était sans rival ».
En 1853, il retourne en Méditerranée, toujours sur la Vengeance. Il tient la fonction d'officier des signaux. Il assiste ainsi, du haut du grand-mât, son poste au combat, à plusieurs batailles de la Guerre de Crimée (Sinope, L'Alma, Odessa, Inkerman). Il sera blessé dans les tranchées occupées par la « Naval Brigade ».
Le 17 mars 1854, il passe avec succès l'examen de Lieutenant de vaisseau. En novembre, il obtient son premier poste de lieutenant et embarque sur HMS Britannia. Rentré au Royaume-Uni au début de 1855, il suit des cours au « Royal naval college » de Portsmouth et sur HMS Excellent avant de retrouver un embarquement.
Il retourne en Crimée sur HMS Royal Albert, un trois ponts récent, avec machine à vapeur. Il tient le poste d'aide de camp de l'amiral Lyons. Il sert d'officier de liaison entre la flotte et les unités assiégeant Sébastopol. Il prend part à la bataille de Kilburn. En 1858, il revient en Grande-Bretagne où il obtient le grade de Commander après un passage sur le yacht royal HMY Victoria and Albert II.

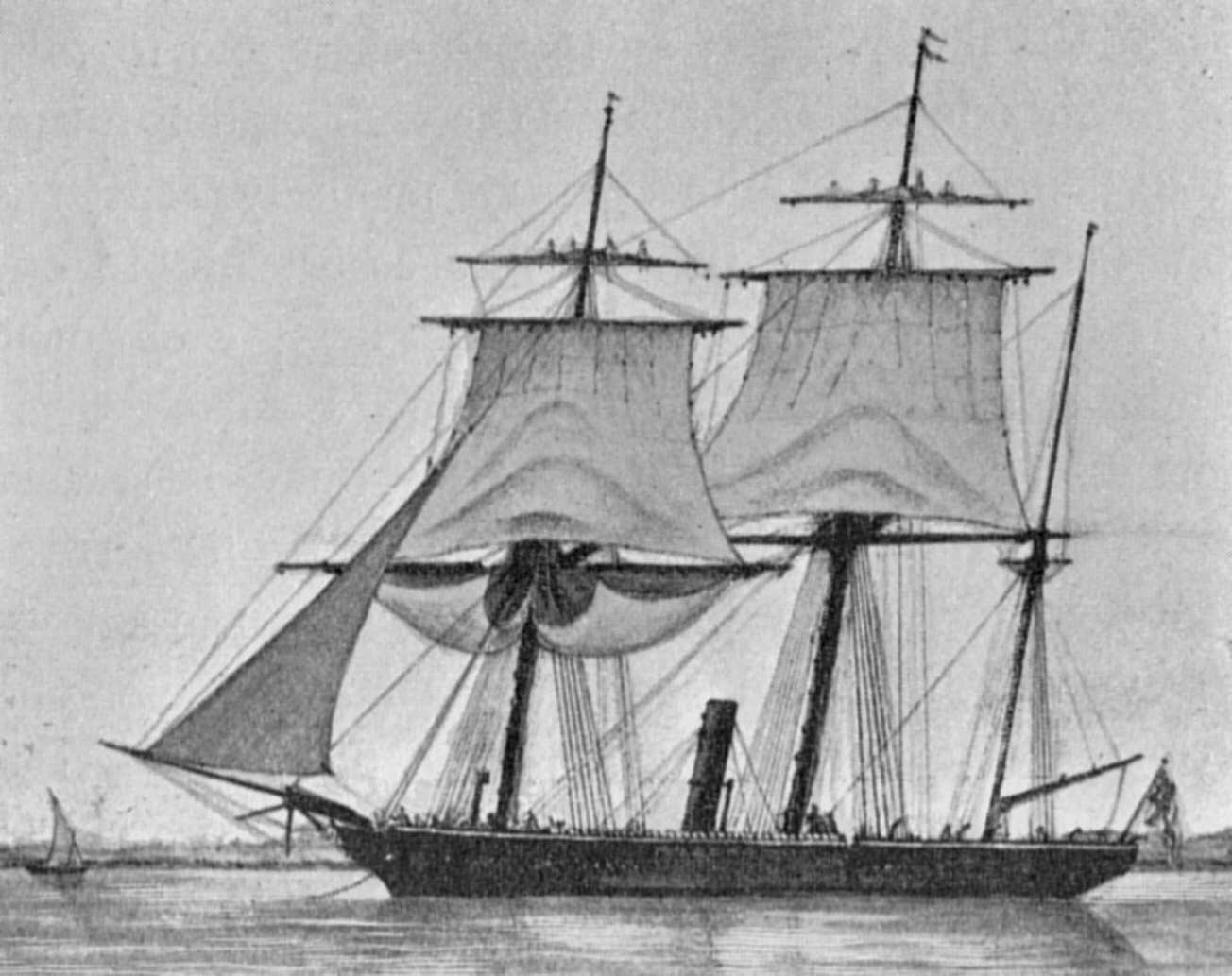
HMS Surprise (1856).

En 1861, il est affecté sur le tout nouveau HMS Warrior ; en 1863, il commande une canonnière, HMS Surprise, en Méditerranée. Le 11 avril 1866, il reçoit sa nomination au grade de capitaine de vaisseau (Post-Captain).

## Commandements
Tryon commence sa carrière dans son nouveau grade par 18 mois en demi-solde avant d'obtenir son premier commandement. Il en profite pour suivre les cours du Royal College sur la technologie de la propulsion à vapeur.
En août 1867, il est affecté au HMS Octavia, navire amiral de la station des Indes Orientales en tant que surnuméraire (« additional captain »). Ses fonctions réelles sont de prendre en charge le transport et l'approvisionnement des troupes engagées dans l'expédition d'Abyssinie sous le commandement de Robert Napier, comptant 13 000 soldats sur les 60 000 personnes impliquées et 36 000 animaux pour la plupart des bêtes de somme.
Il arrive à Bombay le 10 octobre 1867 et se retrouve à gérer une flotte de 291 ravitailleurs, pour la plupart venant de Bombay, mais aussi de Grande-Bretagne via le cap de Bonne Espérance. Il doit, entre autres, gérer l'approvisionnement en eau potable de l'expédition en l'absence de ressources locales. Pour fournir les 30 000 tonnes d'eau nécessaires, il utilisera les machines à vapeur des navires à l'ancre pour distiller l'eau (au coût de 8 000 tonnes de charbon). Son efficacité dans ces fonctions lui vaudra de recevoir la distinction de l'Ordre du Bain.
En avril 1869, il se marie, épousant Clementina Heathcote.
En avril 1871, il retrouve un poste en devenant secrétaire particulier du Premier Lord de l'Amirauté, George Goschen. Ce dernier dira de lui : « J'avais une très haute opinion de lui, tant pour ses compétences en matière navale, que plus généralement dans son savoir faire, sa rapidité de jugement, de décision, son extraordinaire perspicacité et sa grande connaissance de la nature humaine. Dans ce domaine, il était parfois cynique, mais avec bienveillance et sans chercher à être blessant ».
Au début de l'année 1874, il prend le commandement du HMS Raleigh, nouvellement mis en service. Son navire est rattaché à l'escadre indépendante (Detached Squadron) de la flotte. En octobre 1875, elle est à Bombay. Tryon regagne son pays natal en 1877.
En janvier 1878, il est affecté au comité chargé de réviser le code des signaux. En octobre, il est affecté à HMS Monarch et navigue en Méditerranée. Impliqué dans les conséquences d'une révolte en Tunisie, il sera apprécié, tant par le Foreign Office et l'Amirauté que par le gouvernement français pour la diplomatie dont il saura faire preuve à cette occasion.
En 1882, Tryon est nommé au poste de Secrétaire permanent à l'Amirauté (Permanent Secretary).

## Carrière politique
Tryon s'essaie à la politique en se présentant dans la circonscription de Spalding dans le Lincolnshire, en 1887. Rentré en Angleterre le 5 juin pour une élection le 1er juillet, il a peu de temps pour faire campagne. Il défend le maintien de l'union entre l'Irlande et la Grande-Bretagne, pour une situation, selon ses vues, similaire à ce qu'avait pu lui apprendre son séjour en Australie. Il entendait, une fois élu, travailler au Parlement sur les problèmes des colonies.
Ses propositions trouvent un écho chez les fermiers de sa circonscription, mais la dépression économique qui touche alors le secteur de l'Agriculture pousse les ouvriers agricoles, victimes de baisses de salaires et poussés à l'émigration, à apporter leurs voix à son concurrent, le libéral Halley Stewart,.
Tryon recueille 4 363 voix, son adversaire 5 110. Selon l'analyse du Times, le manque d'expérience en matière agricole du candidat a joué contre lui dans cette circonscription rurale.

## Amiral

### Australie
En 1884, Tryon est promu au rang de contre-amiral et affecté à la station d'Australie. Il y remplace un commodore, signe de l'importance que prend cette colonie. Au printemps 1885, la tension avec la Russie, à la suite de l'Incident du Panjdeh, pousse les Britanniques à développer les capacités défensives de l'Australie, tâche pour laquelle Tryon sera en première ligne.
En 1887, il demande à être relevé de ses fonctions et regagne la Grande-Bretagne. Il est décoré du KCB pour son action en Australie.

### Superintendant of Reserves (1888)
En avril 1888, il est nommé au poste de « Admiral Superintendent of Reserves », prenant ainsi en charge le service des garde-côtes. En août 1889, il devient vice-amiral.
En 1891, il préside un comité sur les personnels de réserve de la marine. Il insiste sur le besoin d'une coopération étroite entre marine marchande et Royal Navy en temps de guerre. D'une part, par l'augmentation du nombre de marins étrangers dans la marine marchande ; d'autre part, par les différences croissantes entre les navires de guerre et marchands qui ne permettaient plus une simple réquisition de personnel.
Il lui est aussi demandé son avis sur les plans des nouveaux navires de ligne, à la suite du Naval defense Act de 1889. Son avis sur la préférence à donner quant au poids des canons se révélera judicieux.
En 1885, la Grande-Bretagne avait institué la tenue annuelle de grandes manœuvres navales pour tester la mise en application de la doctrine retenue. Celles de 1888 avaient pour thème la mise en œuvre du blocus de la marine d'un pays étranger. George Tryon est placé à la tête du parti représentant la marine étrangère. Il réussit brillamment à rompre le blocus,. L'analyse de ces manœuvres fait partie des raisons qui décidèrent les Britanniques à adopter la doctrine selon laquelle la marine de guerre britannique devait avoir une puissance équivalente à celle cumulée de ses deux principaux concurrents.

### Commandant de la Flotte de Méditerranée

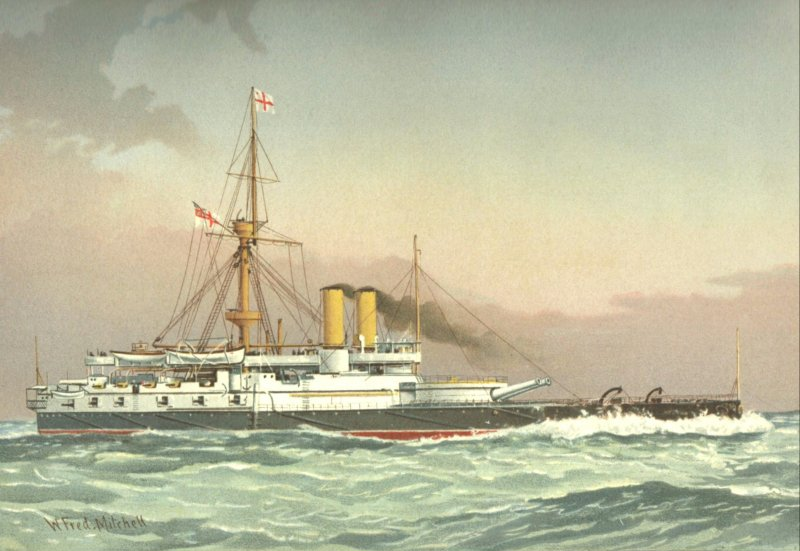
Le HMS Victoria, navire amiral de George Tryon.

En août 1891, Tryon est nommé au commandement de la Flotte de Méditerranée, à l'époque la plus importante station de la Royal Navy. Il prend son commandement le 21 septembre, à Gibraltar, arborant sa marque sur HMS Victoria.
En 1892, à la suite de l'échouage de l'un de ses navires de ligne, HMS Howe, il transmet à ses subordonnés une note dans laquelle il donne ses directives sur la sécurité devant présider aux évolutions particulièrement dans des circonstances difficiles. Insistant sur le fait que le premier devoir d'un commandant est de sauvegarder son bâtiment, du moins en temps de paix, et que, face à un ordre pouvant être dangereux, il devait en privilégier l'esprit sur la lettre, mais uniquement si cela pouvait être fait sans risque pour son navire ou pour les autres.
Il cherche à mettre en œuvre un système de transmission des ordres à la mer plus simple et, pense-t-il, plus efficace que le système officiel britannique, héritier direct du système utilisé par Nelson. Cette innovation est diversement appréciée. Le Times, par exemple, considère ce système comme « unsound in theory and perilous in practice »[réf. souhaitée], tandis que l'amiral commandant la station des Indes Orientales estime que « the officers commanding thoroughly appreciated the idea which would be invaluable in time of war »[réf. souhaitée].

Le 22 juin 1893, par beau temps et mer calme, la flotte est en exercices au large des côtes du Liban actuel quand le navire amiral de Tryon, HMS Victoria, est éperonné par le HMS Camperdown et coulé avec 358 de ses marins au nombre desquels l'amiral Tryon. Cet accident intervient au cours d'une évolution téméraire ordonnée par Tryon.

## Conceptions doctrinales

### Le système officiel
Le système de transmission des ordres par signaux utilisé par la Royal Navy dans la seconde moitié du XIXe est directement issu de celui utilisé par Nelson lors de la bataille de Trafalgar et normalisé par Popham quelques années après.
Les signaux font référence à une page d'un « Livre des Signaux » (Signal Book), dont chaque navire disposait d'un exemplaire,, par envoi de plusieurs pavillons en tête de mât. Sur chacun des navires de l'escadre, le signal doit être vu, compris et traduit avec le « Signal Book ».
Ces ordres sont souvent transmis d'abord en ordre préparatoire puis en ordre exécutoire. Pour chacun des signaux arborés, chaque navire devait en faire l’aperçu avant l'envoi du signal suivant.

### Le système proposé Tryon
Considérant que le système officiel de transmission des ordres risquait de se révéler inopérant en temps de guerre, George Tryon décide d'instituer son propre système, qu'il juge plus simple et plus efficace.
Tryon adapte le signal T-A (deux lettres alphabétiques) pour indiquer à chaque navire de suivre les évolutions du navire de tête ; il institue aussi quelques signaux simples (une seule lettre) pour des évolutions particulières sans besoin d'en faire l'aperçu.

## Sources
- (en) Cet article est partiellement ou en totalité issu de l’article de Wikipédia en anglais intitulé « George Tryon » (voir la liste des auteurs).
- Les ouvrages cités en bibliographie et utilisés comme sources pour cet article, sont signalés par ce symbole :